# Mate Frković
Mate Frković (Lički Novi, 31. prosinca 1901. – Buenos Aires 7. rujna 1987.) bio je hrvatski liječnik, stožernik i ministar u vladi Nezavisne Države Hrvatske i emigrantski politički aktivist, novinar i publicist

## Životopis
Sin je Jure Frkovića Juce (1863. – 1943.) i Mande rođ. Kosović (1879. – 1950., pokopana u Buenos Airesu), oboje iz Ličkog Novog. U Gospiću je počeo, a u Zagrebu 1919. završio gimnaziju. Studij medicine završio je na Medicinskom fakultetu u Zagrebu gdje je diplomirao 1929. Još je kao sveučilištarac bio pristaša HSS-a, a djelovao je i u radu Hrvatskog akademskog kluba Kvaternik. Zbog političkog djelovanja često je bio proganjan i zatvaran. Nije se mogao zaposliti u Zagrebu jer je bio politički nepodoban, ali je uspio dobiti liječnički posao u Varaždinu. Tamo je radio do 1934. kada je otpušten iz službe jer nije htio položiti prisegu kralju Petru Karađorđeviću. Ide u red značajnih pojedinaca koji su radili na organizaciji ustaškog pokreta potkraj 1930., a naročito 1938., poslije povratka većeg broja ustaških emigranata u Hrvatsku. Koncem 1935. radio je na pokretanju tjednika Hrvatsko jedinstvo u kojem je objavio veliki broj članaka. Kad je u travnju 1941. proglašena NDH, imenovan je ustaškim povjerenikom za Varaždin i šire područje. Radio je na uspostavljanju civilne vlasti, što je rezultiralo osnivanjem Velike župe Zagorje sa središtem u Varaždinu 15. srpnja 1941. Zbog predanog rada na osnivanju i ustroju ustaških organizacija imenovan je ustaškim stožernikom za područje te župe. Od kolovoza 1942. bio je na dužnosti pročelnika zdravstvenog odjela u Zapovjedništvu Ustaške vojnice s činom ustaškog zdravstvenog pukovnika. U srpnju 1943. Ante Pavelić ga je imenovao doglavnikom, čime je postao član Doglavničkog vijeća najužeg državnog tijela uz poglavnika. U rekonstrukciji Vlade potkraj kolovoza 1944. postavljen je za ministra unutarnjih poslova, umjesto smijenjenog Mladena Lorkovića, i na toj je dužnosti ostao do kraja Drugog svjestkog rata. Postavljen je za pročelnika ustaškog suda Poglavnikove tjelesne bojne (PTB) koji je Lorkovića i Vokića osudio na gubitak časti, isključenje iz PTB i strogu izolaciju s kućnom pritvoru, ali ne i za veleizdaju, što su tražili Nijemci. Napustio je Hrvatsku 6. svibnja 1945. zajedno s ostalim članovima Vlade NDH i ustaškim dužnosnicima. Iz Zagreba su se, preko Zaprešića i Slovenije, prebacili u Austriju. Tu su preko Klagenfurta dospjeli najprije u Turracher Höhe, a 15. svibnja 1945. u Tamsweg. Englezi su ga uhitili 18. svibnja 1945. i zatvorili u logor Spital na Dravi, ali su ga pustili u srpnju. U proljeće 1946. godine počeo je raditi na prikupljanju državnog zlata iz domovine i s lažnim dokumentima prelazi u Italiju. Britanske ga vlasti ponovo uhićuju u Cortini d'Ampezo i nakon mjesec dana premještaju u zatvor u Bellunou te poslije dva mjeseca u zatvor u Trevisu. Englezi nisu znali njegovpravi identitet pa je oslobođen. Odlazi u Rim gdje se sastaje s Pavelićem koji je osnovao Hrvatsko državno vodstvo na čelu s Matom Frkovićem, Lovrom Sušićem i Božidarom Kavravnom, povjerivši im organizaciju otpora u domovini. Kad se uvjerio da od njegove misije neće biti ništa (kao ni od zlata koje je netragom nestalo), a učestale su i provale, 1947. se vratio u Austriju. U Salzburgu 26. lipnja 1948. dva pripadnika jugoslavenske tajne službe UDBA omamljuju ga i pokušavaju oteti iz hotela, ali nisu uspjeli. Odvojio se od Pavelića te zajedno s Brankom Jelićem i S. Bućom osnovao u Münchenu Hrvatski narodni odbor u kojem je postao član izvršnog vijeća, a poslije i glavni tajnik. Osnovali su i poluvojničku organizaciju Hrvatska obrana te tiskali list Hrvatska država. Šezdesetih godina dolazi do nesuglasica među članovima Hrvatskog narodnog odbora i Frković napušta Jelića te se pridružuje Ujedinjenim Hrvatima Njemačke. Naposljetku odlazi u Argentinu gdje mu se nakon rata sklonila obitelj te doživio duboku starost. Napisao je veći broj novinarskih tekstova i dvije knjige. Pod skrivenim imenom Matijas Hrvatinić objavio je u Buenos Airesu opsežnu publicističku knjigu Srpska nacionalna i vjerska nastranost, a u rukopisu je ostala knjiga Lika, Gacka i Krbava nekad i danas. Člancima i sjećanjima surađivao je u Hrvatskom jedinstvu (1938), Hrvatskom narodu (1944.), Novom dobu (1944.) te u emigraciji u Hrvatskoj državi (1955.), Hrvatskoj slobodi (1971.) i Hrvatskoj reviji (1983. – 1984.). S Dragicom rođ. Orešković (Gospić, 21. veljače 1908. - Buenos Aires 3. prosinca 2004.) imao je tri kćeri (Vesna, Vlasta, Dubravka) i sina (Hrvoje) te u Argentini ima brojno potomstvo.